# Mixcoatlus melanurus
Mixcoatlus melanurus är en ormart som beskrevs av Müller 1923. Mixcoatlus melanurus ingår i släktet Mixcoatlus och familjen huggormar. Inga underarter finns listade i Catalogue of Life.
Arten förekommer i bergstrakter i södra Mexiko. Utbredningsområdet ligger 1600 till 2400 meter över havet.